# Echidnopsis watsonii
Echidnopsis watsonii är en oleanderväxtart som beskrevs av Bally. Echidnopsis watsonii ingår i släktet Echidnopsis och familjen oleanderväxter. Inga underarter finns listade i Catalogue of Life.